# Elecciones provinciales de Santa Cruz de 2007
Las elecciones generales 2007 de la provincia de Santa Cruz se realizaron en 28 de octubre de 2007 junto con las elecciones presidenciales en Argentina. Se eligieron gobernador y vicegobernador, 3 senadores nacionales, 2 diputados nacionales, 24 diputados provinciales y 14 intendentes. 
El resultado estableció que Daniel Peralta (kirchnerista) fuera elegido Gobernador con 58% de los votos.

## Diputados por municipio
| Distrito                    | Localidades incluidas                                                                              |
| --------------------------- | -------------------------------------------------------------------------------------------------- |
| 28 de noviembre             | - 28 de noviembre                                                                                  |
| Caleta Olivia               | - Caleta Olivia - Cañadón Seco - Estancia Cañadón Seco y Caleta Olivia                             |
| Comandante Luis Piedrabuena | - Comandante Luis Piedrabuena - Estancia Comandante Luis Piedrabuena                               |
| El Calafate                 | - El Calafate - Tres Lagos - El Chaltén                                                            |
| Gobernador Gregores         | - Gobernador Gregores - Estancia Gobernador Gregores - Tamel Aike                                  |
| Las Heras                   | - Las Heras - Estancia Las Heras                                                                   |
| Los Antiguos                | - Los Antiguos - Hipólito Yrigoyen                                                                 |
| Perito Moreno               | - Perito Moreno - Estancia Perito Moreno - Bajo Caracoles                                          |
| Pico Truncado               | - Pico Truncado - Estancia Pico Truncado y Koluel Kayke - Gobernador Moyano - Jaramillo y Fitz Roy |
| Puerto Deseado              | - Puerto Deseado - Estancia Puerto Deseado                                                         |
| Puerto San Julián           | - Puerto San Julián - Estancia Puerto San Julián                                                   |
| Puerto Santa Cruz           | - Puerto Santa Cruz - Estancia Puerto Santa Cruz                                                   |
| Río Gallegos                | - Río Gallegos - Estancia Río Gallegos - Esperanza                                                 |
| Río Turbio                  | - Río Turbio - Estancia Río Turbio                                                                 |

## Resultados

### Gobernador y vicegobernador
| Fórmula               | Fórmula               | Partido/Alianza       | Partido/Alianza                           | Votos   | %     |
| Gobernador            | Vicegobernador        | Partido/Alianza       | Partido/Alianza                           | Votos   | %     |
| --------------------- | --------------------- | --------------------- | ----------------------------------------- | ------- | ----- |
| Daniel Peralta        | Luis Martínez Crespo  |                       | Frente para la Victoria Santacruceña      | 66.417  | 58,12 |
| Eduardo Costa         | Walter Cifuentes      |                       | Cambiemos para Crecer                     | 44.370  | 38,83 |
| Eduardo Arnold        | Juan Anglesio         |                       | Unidos por Santa Cruz                     | 1.824   | 1,60  |
| Miguel Ángel Del Plá  | Pablo Robles          |                       | Frente de Unidad Trabajadora              | 1.032   | 0,90  |
| Bernardino Zafranni   | Graciela Aguinaga     |                       | Movimiento Socialista de los Trabajadores | 627     | 0,55  |
| Votos positivos       | Votos positivos       | Votos positivos       | Votos positivos                           | 114.270 | 93,25 |
| Votos en blanco       | Votos en blanco       | Votos en blanco       | Votos en blanco                           | 7.008   | 5,72  |
| Votos nulos           | Votos nulos           | Votos nulos           | Votos nulos                               | 1.257   | 1,03  |
| Participación         | Participación         | Participación         | Participación                             | 122.535 | 76,29 |
| Electores registrados | Electores registrados | Electores registrados | Electores registrados                     | 160.626 | 100   |
| Fuente:               |                       |                       |                                           |         |       |

### Cámara de Diputados
| Partido/Alianza       | Partido/Alianza                           | Diputado provincial | Diputado provincial | Diputado provincial | Diputado por municipio | Diputado por municipio | Diputado por municipio | Bancas totales |
| Partido/Alianza       | Partido/Alianza                           | Votos               | %                   | Bancas              | Votos al lema          | %                      | Bancas                 | Bancas totales |
| --------------------- | ----------------------------------------- | ------------------- | ------------------- | ------------------- | ---------------------- | ---------------------- | ---------------------- | -------------- |
|                       | Frente para la Victoria Santacruceña      | 55.408              | 60,18               | 7/10                | 63.917                 | 65,55                  | 13/14                  | 20/24          |
|                       | Frente Cambiemos para Crecer              | 21.926              | 23,82               | 2/10                | 31.096                 | 31,89                  | 1/10                   | 3/24           |
|                       | Frente Grande                             | 9.543               | 10,37               | 1/10                | —                      | —                      |                        | 1/24           |
|                       | Frente de Unidad Trabajadora              | 2.099               | 2,28                |                     | 1.264                  | 1,30                   |                        |                |
|                       | Unidos por Santa Cruz                     | 1.783               | 1,94                | 186                 | 0,19                   |                        |                        |                |
|                       | Movimiento Socialista de los Trabajadores | 1.307               | 1,42                | 418                 | 0,43                   |                        |                        |                |
|                       | Encuentro por Gregores                    | —                   | —                   | 633                 | 0,65                   |                        |                        |                |
| Votos positivos       | Votos positivos                           | 92.066              | 75,13               | 97.514              | 79,58                  |                        |                        |                |
| Votos en blanco       | Votos en blanco                           | 29.219              | 23,85               | 23.673              | 19,32                  |                        |                        |                |
| Votos nulos           | Votos nulos                               | 1.250               | 1,02                | 1.348               | 1,10                   |                        |                        |                |
| Participación         | Participación                             | 122.535             | 76,29               | 122.535             | 76,29                  |                        |                        |                |
| Electores registrados | Electores registrados                     | 160.626             | 100                 | 160.626             | 100                    |                        |                        |                |
| Fuente:               |                                           |                     |                     |                     |                        |                        |                        |                |

#### Resultados por municipios
| 28 de noviembre 1 Diputado                   | 28 de noviembre 1 Diputado                | 28 de noviembre 1 Diputado                            | 28 de noviembre 1 Diputado | 28 de noviembre 1 Diputado | 28 de noviembre 1 Diputado | 28 de noviembre 1 Diputado | 28 de noviembre 1 Diputado |
| Lema                                         | Lema                                      | Sublema                                               | Sublema                    | Sublema                    | Lema                       | Lema                       | Lema                       |
| Lema                                         | Lema                                      | Sublema                                               | Votos                      | %                          | Votos                      | %                          | Bancas                     |
| -------------------------------------------- | ----------------------------------------- | ----------------------------------------------------- | -------------------------- | -------------------------- | -------------------------- | -------------------------- | -------------------------- |
|                                              | Frente para la Victoria Santacruceña      | Frente para la Victoria                               | 815                        | 34,40                      | 2.369                      | 84,76                      | 1/1                        |
| La Renovación                                | Frente para la Victoria Santacruceña      | 653                                                   | 27,56                      |                            | 2.369                      | 84,76                      | 1/1                        |
| Frente para el Desarrollo de 28 de noviembre | Frente para la Victoria Santacruceña      | 491                                                   | 20,73                      |                            | 2.369                      | 84,76                      | 1/1                        |
| Pueblo                                       | Frente para la Victoria Santacruceña      | 260                                                   | 10,98                      |                            | 2.369                      | 84,76                      | 1/1                        |
| Fututro 28                                   | Frente para la Victoria Santacruceña      | 150                                                   | 6,33                       |                            | 2.369                      | 84,76                      | 1/1                        |
|                                              | Frente Cambiemos para Crecer              | Sumate al Cambio                                      | 273                        | 69,82                      | 391                        | 13,99                      |                            |
| 28 para Todos                                | Frente Cambiemos para Crecer              | 118                                                   | 30,18                      |                            | 391                        | 13,99                      |                            |
|                                              | Frente de Unidad Trabajadora              | —                                                     | —                          | —                          | 35                         | 1,25                       |                            |
| Votos positivos                              | Votos positivos                           | Votos positivos                                       | Votos positivos            | Votos positivos            | 2.795                      | 87,78                      |                            |
| Votos en blanco                              | Votos en blanco                           | Votos en blanco                                       | Votos en blanco            | Votos en blanco            | 358                        | 11,24                      |                            |
| Votos nulos                                  | Votos nulos                               | Votos nulos                                           | Votos nulos                | Votos nulos                | 31                         | 0,97                       |                            |
| Participación                                | Participación                             | Participación                                         | Participación              | Participación              | 3.184                      | 74,20                      |                            |
| Electores registrados                        | Electores registrados                     | Electores registrados                                 | Electores registrados      | Electores registrados      | 4.291                      | 100                        |                            |
| Caleta Olivia 1 Diputado                     |                                           |                                                       |                            |                            |                            |                            |                            |
| Lema                                         | Lema                                      | Sublema                                               | Sublema                    | Sublema                    | Lema                       | Lema                       | Lema                       |
| Lema                                         | Lema                                      | Sublema                                               | Votos                      | %                          | Votos                      | %                          | Bancas                     |
|                                              | Frente para la Victoria Santacruceña      | Mejor para Todos                                      | 7.268                      | 60,73                      | 11.968                     | 69,79                      | 1/1                        |
| Con Todos por Caleta                         | Frente para la Victoria Santacruceña      | 3.841                                                 | 30,09                      |                            | 11.968                     | 69,79                      | 1/1                        |
| Por Caleta y su Gente                        | Frente para la Victoria Santacruceña      | 513                                                   | 4,29                       |                            | 11.968                     | 69,79                      | 1/1                        |
| Frente Renovador Caletense                   | Frente para la Victoria Santacruceña      | 346                                                   | 2,89                       |                            | 11.968                     | 69,79                      | 1/1                        |
|                                              | Unidos con Fuerza Cambiemos para Crecer   | Proyecto 2008                                         | 1.343                      | 28,18                      | 4.766                      | 27,79                      |                            |
| Diferentes Actitudes Juveniles               | Unidos con Fuerza Cambiemos para Crecer   | 664                                                   | 13,93                      |                            | 4.766                      | 27,79                      |                            |
| Renovación y Cambio                          | Unidos con Fuerza Cambiemos para Crecer   | 540                                                   | 11,33                      |                            | 4.766                      | 27,79                      |                            |
| Autonomía y Transparencia                    | Unidos con Fuerza Cambiemos para Crecer   | 495                                                   | 10,39                      |                            | 4.766                      | 27,79                      |                            |
| Entre Todos es Mejor                         | Unidos con Fuerza Cambiemos para Crecer   | 487                                                   | 10,22                      |                            | 4.766                      | 27,79                      |                            |
| Unidos para Cambiar                          | Unidos con Fuerza Cambiemos para Crecer   | 434                                                   | 9,11                       |                            | 4.766                      | 27,79                      |                            |
| Nueva Generación                             | Unidos con Fuerza Cambiemos para Crecer   | 323                                                   | 6,78                       |                            | 4.766                      | 27,79                      |                            |
| Convocatoria Santacruceña por Caleta Olivia  | Unidos con Fuerza Cambiemos para Crecer   | 227                                                   | 4,76                       |                            | 4.766                      | 27,79                      |                            |
| Acción Comunal                               | Unidos con Fuerza Cambiemos para Crecer   | 185                                                   | 3,88                       |                            | 4.766                      | 27,79                      |                            |
| Que la Única Victoria sea del Pueblo         | Unidos con Fuerza Cambiemos para Crecer   | 68                                                    | 1,43                       |                            | 4.766                      | 27,79                      |                            |
|                                              | Frente de Unidad Trabajadora              | —                                                     | —                          | —                          | 414                        | 2,41                       |                            |
| Votos positivos                              | Votos positivos                           | Votos positivos                                       | Votos positivos            | Votos positivos            | 17.148                     | 72,97                      |                            |
| Votos en blanco                              | Votos en blanco                           | Votos en blanco                                       | Votos en blanco            | Votos en blanco            | 6.064                      | 25,81                      |                            |
| Votos nulos                                  | Votos nulos                               | Votos nulos                                           | Votos nulos                | Votos nulos                | 287                        | 1,22                       |                            |
| Participación                                | Participación                             | Participación                                         | Participación              | Participación              | 23.499                     | 79,26                      |                            |
| Electores registrados                        | Electores registrados                     | Electores registrados                                 | Electores registrados      | Electores registrados      | 29.647                     | 100                        |                            |
| Comandante Luis Piedrabuena 1 Diputado       |                                           |                                                       |                            |                            |                            |                            |                            |
| Lema                                         | Lema                                      | Sublema                                               | Sublema                    | Sublema                    | Lema                       | Lema                       | Lema                       |
| Lema                                         | Lema                                      | Sublema                                               | Votos                      | %                          | Votos                      | %                          | Bancas                     |
|                                              | Frente para la Victoria Santacruceña      | Primero Piedrabuena                                   | 1.446                      | 90,89                      | 1.591                      | 61,45                      | 1/1                        |
| Piedrabuena Somos Todos                      | Frente para la Victoria Santacruceña      | 145                                                   | 9,11                       |                            | 1.591                      | 61,45                      | 1/1                        |
|                                              | Frente Cambiemos para Crecer              | Convocatoria Santacruceña Comandante Luis Piedrabuena | 370                        | 38,66                      | 957                        | 36,96                      |                            |
| Encuentro Ciudadano                          | Frente Cambiemos para Crecer              | 246                                                   | 25,71                      |                            | 957                        | 36,96                      |                            |
| ARI                                          | Frente Cambiemos para Crecer              | 211                                                   | 22,05                      |                            | 957                        | 36,96                      |                            |
| Resurgimiento Radical                        | Frente Cambiemos para Crecer              | 130                                                   | 13,58                      |                            | 957                        | 36,96                      |                            |
|                                              | Movimiento Socialista de los Trabajadores | —                                                     | —                          | —                          | 41                         | 1,58                       |                            |
| Votos positivos                              | Votos positivos                           | Votos positivos                                       | Votos positivos            | Votos positivos            | 2.589                      | 88,97                      |                            |
| Votos en blanco                              | Votos en blanco                           | Votos en blanco                                       | Votos en blanco            | Votos en blanco            | 279                        | 9,59                       |                            |
| Votos nulos                                  | Votos nulos                               | Votos nulos                                           | Votos nulos                | Votos nulos                | 42                         | 1,44                       |                            |
| Participación                                | Participación                             | Participación                                         | Participación              | Participación              | 2.910                      | 70,15                      |                            |
| Electores registrados                        | Electores registrados                     | Electores registrados                                 | Electores registrados      | Electores registrados      | 4.148                      | 100                        |                            |
| El Calafate 1 Diputado                       |                                           |                                                       |                            |                            |                            |                            |                            |
| Lema                                         | Lema                                      | Sublema                                               | Sublema                    | Sublema                    | Lema                       | Lema                       | Lema                       |
| Lema                                         | Lema                                      | Sublema                                               | Votos                      | %                          | Votos                      | %                          | Bancas                     |
|                                              | Frente para la Victoria Santacruceña      | Primero Calafate                                      | 2.429                      | 47,27                      | 5.139                      | 83,44                      | 1/1                        |
| Unidad y Consolidación                       | Frente para la Victoria Santacruceña      | 2.113                                                 | 41,12                      |                            | 5.139                      | 83,44                      | 1/1                        |
| Juntos por Calafate                          | Frente para la Victoria Santacruceña      | 414                                                   | 8,06                       |                            | 5.139                      | 83,44                      | 1/1                        |
| El Cambio es el Futuro                       | Frente para la Victoria Santacruceña      | 183                                                   | 3,56                       |                            | 5.139                      | 83,44                      | 1/1                        |
|                                              | Frente Cívico                             | Cambiemos                                             | 415                        | 40,69                      | 1.020                      | 16,56                      |                            |
| Por un Cambio Radical                        | Frente Cívico                             | 263                                                   | 25,78                      |                            | 1.020                      | 16,56                      |                            |
| Coraje para el Cambio                        | Frente Cívico                             | 225                                                   | 22,06                      |                            | 1.020                      | 16,56                      |                            |
| Compromiso con El Calafate                   | Frente Cívico                             | 117                                                   | 11,47                      |                            | 1.020                      | 16,56                      |                            |
| Votos positivos                              | Votos positivos                           | Votos positivos                                       | Votos positivos            | Votos positivos            | 6.159                      | 87,28                      |                            |
| Votos en blanco                              | Votos en blanco                           | Votos en blanco                                       | Votos en blanco            | Votos en blanco            | 817                        | 11,58                      |                            |
| Votos nulos                                  | Votos nulos                               | Votos nulos                                           | Votos nulos                | Votos nulos                | 81                         | 1,15                       |                            |
| Participación                                | Participación                             | Participación                                         | Participación              | Participación              | 7.057                      | 67,80                      |                            |
| Electores registrados                        | Electores registrados                     | Electores registrados                                 | Electores registrados      | Electores registrados      | 10.409                     | 100                        |                            |
| Gobernador Gregores 1 Diputado               |                                           |                                                       |                            |                            |                            |                            |                            |
| Lema                                         | Lema                                      | Sublema                                               | Sublema                    | Sublema                    | Lema                       | Lema                       | Lema                       |
| Lema                                         | Lema                                      | Sublema                                               | Votos                      | %                          | Votos                      | %                          | Bancas                     |
|                                              | Frente para la Victoria Santacruceña      | Para Profundizar el Cambio                            | 287                        | 42,90                      | 669                        | 51,38                      | 1/1                        |
| Juntos por Gregores                          | Frente para la Victoria Santacruceña      | 203                                                   | 30,34                      |                            | 669                        | 51,38                      | 1/1                        |
| Hasta la Victoria Siempre                    | Frente para la Victoria Santacruceña      | 179                                                   | 26,76                      |                            | 669                        | 51,38                      | 1/1                        |
|                                              | Encuentro por Gregores                    | Por Nuestro Pueblo                                    | 251                        | 36,65                      | 633                        | 48,62                      |                            |
| Fuerza Gregores                              | Encuentro por Gregores                    | 138                                                   | 21,80                      |                            | 633                        | 48,62                      |                            |
| Voluntad Popular                             | Encuentro por Gregores                    | 99                                                    | 15,64                      |                            | 633                        | 48,62                      |                            |
| Movimiento Renovador Gregorense              | Encuentro por Gregores                    | 79                                                    | 12,48                      |                            | 633                        | 48,62                      |                            |
| Integración Popular                          | Encuentro por Gregores                    | 66                                                    | 10,43                      |                            | 633                        | 48,62                      |                            |
| Votos positivos                              | Votos positivos                           | Votos positivos                                       | Votos positivos            | Votos positivos            | 1.302                      | 78,15                      |                            |
| Votos en blanco                              | Votos en blanco                           | Votos en blanco                                       | Votos en blanco            | Votos en blanco            | 358                        | 21,49                      |                            |
| Votos nulos                                  | Votos nulos                               | Votos nulos                                           | Votos nulos                | Votos nulos                | 6                          | 0,36                       |                            |
| Participación                                | Participación                             | Participación                                         | Participación              | Participación              | 1.666                      | 78,70                      |                            |
| Electores registrados                        | Electores registrados                     | Electores registrados                                 | Electores registrados      | Electores registrados      | 2.117                      | 100                        |                            |
| Las Heras 1 Diputado                         |                                           |                                                       |                            |                            |                            |                            |                            |
| Lema                                         | Lema                                      | Sublema                                               | Sublema                    | Sublema                    | Lema                       | Lema                       | Lema                       |
| Lema                                         | Lema                                      | Sublema                                               | Votos                      | %                          | Votos                      | %                          | Bancas                     |
|                                              | Frente para la Victoria Santacruceña      | 17 de Octubre                                         | 1.092                      | 20,76                      | 5.259                      | 84,63                      | 1/1                        |
| Las Heras Somos Todos                        | Frente para la Victoria Santacruceña      | 784                                                   | 14,91                      |                            | 5.259                      | 84,63                      | 1/1                        |
| 22 de Agosto                                 | Frente para la Victoria Santacruceña      | 625                                                   | 11,88                      |                            | 5.259                      | 84,63                      | 1/1                        |
| Opción 2007                                  | Frente para la Victoria Santacruceña      | 588                                                   | 11,18                      |                            | 5.259                      | 84,63                      | 1/1                        |
| Frente Justicialista                         | Frente para la Victoria Santacruceña      | 512                                                   | 9,74                       |                            | 5.259                      | 84,63                      | 1/1                        |
| 11 de Julio                                  | Frente para la Victoria Santacruceña      | 465                                                   | 8,84                       |                            | 5.259                      | 84,63                      | 1/1                        |
| Nueva Imagen                                 | Frente para la Victoria Santacruceña      | 432                                                   | 8,21                       |                            | 5.259                      | 84,63                      | 1/1                        |
| Pueblo Soberano                              | Frente para la Victoria Santacruceña      | 354                                                   | 6,73                       |                            | 5.259                      | 84,63                      | 1/1                        |
| La Razón de mi Vida                          | Frente para la Victoria Santacruceña      | 262                                                   | 4,98                       |                            | 5.259                      | 84,63                      | 1/1                        |
| 13 de Diciembre                              | Frente para la Victoria Santacruceña      | 143                                                   | 2,72                       |                            | 5.259                      | 84,63                      | 1/1                        |
| Partido Socialista                           | Frente para la Victoria Santacruceña      | 2                                                     | 0,04                       |                            | 5.259                      | 84,63                      | 1/1                        |
|                                              | Frente Cambiemos para Crecer              | En sus Manos Está el Cambio                           | 394                        | 54,72                      | 720                        | 11,59                      |                            |
| Unidos por Las Heras                         | Frente Cambiemos para Crecer              | 123                                                   | 17,08                      |                            | 720                        | 11,59                      |                            |
| Animémonos al Cambio                         | Frente Cambiemos para Crecer              | 119                                                   | 16,53                      |                            | 720                        | 11,59                      |                            |
| Frente Grande                                | Frente Cambiemos para Crecer              | 84                                                    | 11,67                      |                            | 720                        | 11,59                      |                            |
|                                              | Unidos por Santa Cruz                     | —                                                     | —                          | —                          | 186                        | 2,99                       |                            |
|                                              | Frente de Unidad Trabajadora              | —                                                     | —                          | —                          | 49                         | 0,79                       |                            |
| Votos positivos                              | Votos positivos                           | Votos positivos                                       | Votos positivos            | Votos positivos            | 6.214                      | 84,12                      |                            |
| Votos en blanco                              | Votos en blanco                           | Votos en blanco                                       | Votos en blanco            | Votos en blanco            | 1.092                      | 14,78                      |                            |
| Votos nulos                                  | Votos nulos                               | Votos nulos                                           | Votos nulos                | Votos nulos                | 81                         | 1,10                       |                            |
| Participación                                | Participación                             | Participación                                         | Participación              | Participación              | 7.387                      | 74,33                      |                            |
| Electores registrados                        | Electores registrados                     | Electores registrados                                 | Electores registrados      | Electores registrados      | 9.938                      | 100                        |                            |
| Los Antiguos 1 Diputado                      |                                           |                                                       |                            |                            |                            |                            |                            |
| Lema                                         | Lema                                      | Sublema                                               | Sublema                    | Sublema                    | Lema                       | Lema                       | Lema                       |
| Lema                                         | Lema                                      | Sublema                                               | Votos                      | %                          | Votos                      | %                          | Bancas                     |
|                                              | Frente para la Victoria Santacruceña      | Los Antiguos Somos Todos                              | 384                        | 40,38                      | 951                        | 67,59                      | 1/1                        |
| Trabajar para Cambiar                        | Frente para la Victoria Santacruceña      | 280                                                   | 29,44                      |                            | 951                        | 67,59                      | 1/1                        |
| Gestión Para Todos                           | Frente para la Victoria Santacruceña      | 242                                                   | 25,45                      |                            | 951                        | 67,59                      | 1/1                        |
| Dignidad, Trabajo y Participación            | Frente para la Victoria Santacruceña      | 45                                                    | 4,73                       |                            | 951                        | 67,59                      | 1/1                        |
|                                              | Frente Cambiemos para Crecer              | Convocatoria Primero Está Los Antiguos                | 177                        | 42,45                      | 417                        | 29,64                      |                            |
| Convocatoria Santacruceña por Los Antiguos   | Frente Cambiemos para Crecer              | 167                                                   | 40,05                      |                            | 417                        | 29,64                      |                            |
| Juntos por el Cambio                         | Frente Cambiemos para Crecer              | 73                                                    | 17,51                      |                            | 417                        | 29,64                      |                            |
|                                              | Frente de Unidad Trabajadora              | —                                                     | —                          | —                          | 39                         | 2,77                       |                            |
| Votos positivos                              | Votos positivos                           | Votos positivos                                       | Votos positivos            | Votos positivos            | 1.407                      | 89,33                      |                            |
| Votos en blanco                              | Votos en blanco                           | Votos en blanco                                       | Votos en blanco            | Votos en blanco            | 152                        | 9,65                       |                            |
| Votos nulos                                  | Votos nulos                               | Votos nulos                                           | Votos nulos                | Votos nulos                | 16                         | 1,02                       |                            |
| Participación                                | Participación                             | Participación                                         | Participación              | Participación              | 1.575                      | 84,50                      |                            |
| Electores registrados                        | Electores registrados                     | Electores registrados                                 | Electores registrados      | Electores registrados      | 1.864                      | 100                        |                            |
| Perito Moreno 1 Diputado                     |                                           |                                                       |                            |                            |                            |                            |                            |
| Lema                                         | Lema                                      | Sublema                                               | Sublema                    | Sublema                    | Lema                       | Lema                       | Lema                       |
| Lema                                         | Lema                                      | Sublema                                               | Votos                      | %                          | Votos                      | %                          | Bancas                     |
|                                              | El Progreso de Perito                     | Para Seguir sin Pausa                                 | 438                        | 41,40                      | 1.058                      | 59,76                      | 1/1                        |
| Alternativa 2007                             | El Progreso de Perito                     | 240                                                   | 22,68                      |                            | 1.058                      | 59,76                      | 1/1                        |
| Propuesta y Acción                           | El Progreso de Perito                     | 237                                                   | 22,40                      |                            | 1.058                      | 59,76                      | 1/1                        |
| Convocatoria Santacruceña                    | El Progreso de Perito                     | 143                                                   | 13,52                      |                            | 1.058                      | 59,76                      | 1/1                        |
|                                              | Frente para la Victoria Santacruceña      | La Fuerza de Perito                                   | 574                        | 71,30                      | 805                        | 43,21                      |                            |
| Doctrina y Lealtad Justicialista             | Frente para la Victoria Santacruceña      | 231                                                   | 28,70                      |                            | 805                        | 43,21                      |                            |
| Votos positivos                              | Votos positivos                           | Votos positivos                                       | Votos positivos            | Votos positivos            | 1.863                      | 80,16                      |                            |
| Votos en blanco                              | Votos en blanco                           | Votos en blanco                                       | Votos en blanco            | Votos en blanco            | 447                        | 19,23                      |                            |
| Votos nulos                                  | Votos nulos                               | Votos nulos                                           | Votos nulos                | Votos nulos                | 14                         | 0,60                       |                            |
| Participación                                | Participación                             | Participación                                         | Participación              | Participación              | 2.324                      | 79,86                      |                            |
| Electores registrados                        | Electores registrados                     | Electores registrados                                 | Electores registrados      | Electores registrados      | 2.910                      | 100                        |                            |
| Pico Truncado 1 Diputado                     |                                           |                                                       |                            |                            |                            |                            |                            |
| Lema                                         | Lema                                      | Sublema                                               | Sublema                    | Sublema                    | Lema                       | Lema                       | Lema                       |
| Lema                                         | Lema                                      | Sublema                                               | Votos                      | %                          | Votos                      | %                          | Bancas                     |
|                                              | Frente para la Victoria Santacruceña      | Primero Pico Truncado                                 | 2.825                      | 51,00                      | 5.539                      | 77,03                      | 1/1                        |
| La Corriente                                 | Frente para la Victoria Santacruceña      | 2.392                                                 | 43,18                      |                            | 5.539                      | 77,03                      | 1/1                        |
| Partido Socialista                           | Frente para la Victoria Santacruceña      | 216                                                   | 3,90                       |                            | 5.539                      | 77,03                      | 1/1                        |
| Somos Todos Truncadenses                     | Frente para la Victoria Santacruceña      | 106                                                   | 1,91                       |                            | 5.539                      | 77,03                      | 1/1                        |
|                                              | Encuentro Social para el Cambio           | Unidos por la Dignidad                                | 791                        | 51,67                      | 1.531                      | 21,29                      |                            |
| Nueva Propuesta                              | Encuentro Social para el Cambio           | 550                                                   | 35,92                      |                            | 1.531                      | 21,29                      |                            |
| Para la Gente                                | Encuentro Social para el Cambio           | 190                                                   | 12,41                      |                            | 1.531                      | 21,29                      |                            |
|                                              | Frente de Unidad Trabajadora              | —                                                     | —                          | —                          | 80                         | 1,11                       |                            |
|                                              | Movimiento Socialista de los Trabajadores | —                                                     | —                          | —                          | 41                         | 0,57                       |                            |
| Votos positivos                              | Votos positivos                           | Votos positivos                                       | Votos positivos            | Votos positivos            | 7.191                      | 73,96                      |                            |
| Votos en blanco                              | Votos en blanco                           | Votos en blanco                                       | Votos en blanco            | Votos en blanco            | 2.436                      | 25,05                      |                            |
| Votos nulos                                  | Votos nulos                               | Votos nulos                                           | Votos nulos                | Votos nulos                | 96                         | 0,99                       |                            |
| Participación                                | Participación                             | Participación                                         | Participación              | Participación              | 9.723                      | 80,29                      |                            |
| Electores registrados                        | Electores registrados                     | Electores registrados                                 | Electores registrados      | Electores registrados      | 12.110                     | 100                        |                            |
| Puerto Deseado 1 Diputado                    |                                           |                                                       |                            |                            |                            |                            |                            |
| Lema                                         | Lema                                      | Sublema                                               | Sublema                    | Sublema                    | Lema                       | Lema                       | Lema                       |
| Lema                                         | Lema                                      | Sublema                                               | Votos                      | %                          | Votos                      | %                          | Bancas                     |
|                                              | Frente para la Victoria Santacruceña      | Vamos Deseado                                         | 1.297                      | 28,46                      | 4.557                      | 84,00                      | 1/1                        |
| Frente de la Esperanza                       | Frente para la Victoria Santacruceña      | 1.095                                                 | 2403                       |                            | 4.557                      | 84,00                      | 1/1                        |
| Pensando en el Futuro                        | Frente para la Victoria Santacruceña      | 683                                                   | 14,99                      |                            | 4.557                      | 84,00                      | 1/1                        |
| Partido Socialista                           | Frente para la Victoria Santacruceña      | 656                                                   | 14,40                      |                            | 4.557                      | 84,00                      | 1/1                        |
| Frente Unificador Deseadense                 | Frente para la Victoria Santacruceña      | 370                                                   | 8,12                       |                            | 4.557                      | 84,00                      | 1/1                        |
| Capacidad y Honestidad                       | Frente para la Victoria Santacruceña      | 252                                                   | 5,53                       |                            | 4.557                      | 84,00                      | 1/1                        |
| Opción 2007                                  | Frente para la Victoria Santacruceña      | 204                                                   | 4,48                       |                            | 4.557                      | 84,00                      | 1/1                        |
|                                              | Frente Cambiemos para Crecer              | Capacidad, Gestión y Futuro                           | 353                        | 40,67                      | 868                        | 16,00                      |                            |
| Movimiento Autonómico Radical                | Frente Cambiemos para Crecer              | 309                                                   | 35,60                      |                            | 868                        | 16,00                      |                            |
| Compromiso Ciudadano                         | Frente Cambiemos para Crecer              | 206                                                   | 23,73                      |                            | 868                        | 16,00                      |                            |
| Votos positivos                              | Votos positivos                           | Votos positivos                                       | Votos positivos            | Votos positivos            | 5.425                      | 86,50                      |                            |
| Votos en blanco                              | Votos en blanco                           | Votos en blanco                                       | Votos en blanco            | Votos en blanco            | 778                        | 12,40                      |                            |
| Votos nulos                                  | Votos nulos                               | Votos nulos                                           | Votos nulos                | Votos nulos                | 69                         | 1,10                       |                            |
| Participación                                | Participación                             | Participación                                         | Participación              | Participación              | 6.272                      | 71,88                      |                            |
| Electores registrados                        | Electores registrados                     | Electores registrados                                 | Electores registrados      | Electores registrados      | 8.726                      | 100                        |                            |
| Puerto San Julián 1 Diputado                 |                                           |                                                       |                            |                            |                            |                            |                            |
| Lema                                         | Lema                                      | Sublema                                               | Sublema                    | Sublema                    | Lema                       | Lema                       | Lema                       |
| Lema                                         | Lema                                      | Sublema                                               | Votos                      | %                          | Votos                      | %                          | Bancas                     |
|                                              | Frente para la Victoria Santacruceña      | Nueva Referencia                                      | 1.578                      | 76,20                      | 2.071                      | 62,42                      | 1/1                        |
| Partido de la Victoria                       | Frente para la Victoria Santacruceña      | 265                                                   | 12,80                      |                            | 2.071                      | 62,42                      | 1/1                        |
| San Julián Somos Todos                       | Frente para la Victoria Santacruceña      | 228                                                   | 11,01                      |                            | 2.071                      | 62,42                      | 1/1                        |
|                                              | Frente Cambiemos para Crecer              | Recuperación Ciudadana                                | 660                        | 55,74                      | 1.184                      | 35,68                      |                            |
| Unión por San Julián                         | Frente Cambiemos para Crecer              | 524                                                   | 44,26                      |                            | 1.184                      | 35,68                      |                            |
|                                              | Frente de Unidad Trabajadora              | —                                                     | —                          | —                          | 63                         | 1,90                       |                            |
| Votos positivos                              | Votos positivos                           | Votos positivos                                       | Votos positivos            | Votos positivos            | 3.318                      | 83,26                      |                            |
| Votos en blanco                              | Votos en blanco                           | Votos en blanco                                       | Votos en blanco            | Votos en blanco            | 628                        | 15,76                      |                            |
| Votos nulos                                  | Votos nulos                               | Votos nulos                                           | Votos nulos                | Votos nulos                | 39                         | 0,98                       |                            |
| Participación                                | Participación                             | Participación                                         | Participación              | Participación              | 3.985                      | 75,05                      |                            |
| Electores registrados                        | Electores registrados                     | Electores registrados                                 | Electores registrados      | Electores registrados      | 5.312                      | 100                        |                            |
| Puerto Santa Cruz 1 Diputado                 |                                           |                                                       |                            |                            |                            |                            |                            |
| Lema                                         | Lema                                      | Sublema                                               | Sublema                    | Sublema                    | Lema                       | Lema                       | Lema                       |
| Lema                                         | Lema                                      | Sublema                                               | Votos                      | %                          | Votos                      | %                          | Bancas                     |
|                                              | Frente para la Victoria Santacruceña      | Primero Santa Cruz                                    | 746                        | 51,66                      | 1.444                      | 83,76                      | 1/1                        |
| Compromiso y Participación                   | Frente para la Victoria Santacruceña      | 698                                                   | 48,34                      |                            | 1.444                      | 83,76                      | 1/1                        |
|                                              | Frente Cambiemos para Crecer              | Razón Radical                                         | 211                        | 75,36                      | 280                        | 16,24                      |                            |
| Unidos por Santa Cruz                        | Frente Cambiemos para Crecer              | 69                                                    | 24,64                      |                            | 280                        | 16,24                      |                            |
| Votos positivos                              | Votos positivos                           | Votos positivos                                       | Votos positivos            | Votos positivos            | 1.724                      | 78,33                      |                            |
| Votos en blanco                              | Votos en blanco                           | Votos en blanco                                       | Votos en blanco            | Votos en blanco            | 459                        | 20,85                      |                            |
| Votos nulos                                  | Votos nulos                               | Votos nulos                                           | Votos nulos                | Votos nulos                | 18                         | 0,82                       |                            |
| Participación                                | Participación                             | Participación                                         | Participación              | Participación              | 2.201                      | 70,32                      |                            |
| Electores registrados                        | Electores registrados                     | Electores registrados                                 | Electores registrados      | Electores registrados      | 3.130                      | 100                        |                            |
| Río Gallegos 1 Diputado                      |                                           |                                                       |                            |                            |                            |                            |                            |
| Lema                                         | Lema                                      | Sublema                                               | Sublema                    | Sublema                    | Lema                       | Lema                       | Lema                       |
| Lema                                         | Lema                                      | Sublema                                               | Votos                      | %                          | Votos                      | %                          | Bancas                     |
|                                              | Frente para la Victoria Santacruceña      | Para Transformar Río Gallegos                         | 4.083                      | 22,17                      | 18.419                     | 50,18                      | 1/1                        |
| Por Río Gallegos                             | Frente para la Victoria Santacruceña      | 3.370                                                 | 18,30                      |                            | 18.419                     | 50,18                      | 1/1                        |
| Río Gallegos Somos Todos                     | Frente para la Victoria Santacruceña      | 2.554                                                 | 13,87                      |                            | 18.419                     | 50,18                      | 1/1                        |
| Saber que se Puede                           | Frente para la Victoria Santacruceña      | 1.827                                                 | 9,92                       |                            | 18.419                     | 50,18                      | 1/1                        |
| Trabajar para Cambiar                        | Frente para la Victoria Santacruceña      | 1.697                                                 | 9,21                       |                            | 18.419                     | 50,18                      | 1/1                        |
| Sumate, Dale una Mano a Río Gallegos         | Frente para la Victoria Santacruceña      | 1.280                                                 | 6,95                       |                            | 18.419                     | 50,18                      | 1/1                        |
| Por una Ciudad Solidaria                     | Frente para la Victoria Santacruceña      | 1.120                                                 | 6,08                       |                            | 18.419                     | 50,18                      | 1/1                        |
| Por un Nuevo Cambio por Río Gallegos         | Frente para la Victoria Santacruceña      | 1.078                                                 | 5,85                       |                            | 18.419                     | 50,18                      | 1/1                        |
| Participemos por Nuestra Ciudad              | Frente para la Victoria Santacruceña      | 761                                                   | 4,13                       |                            | 18.419                     | 50,18                      | 1/1                        |
| Militancia Unida Justicialista               | Frente para la Victoria Santacruceña      | 649                                                   | 3,52                       |                            | 18.419                     | 50,18                      | 1/1                        |
|                                              | Crecer con Dignidad                       | Encuentro Ciudadano                                   | 3.927                      | 22,61                      | 17.366                     | 47,31                      |                            |
| Recuperación Ciudadana                       | Crecer con Dignidad                       | 3.782                                                 | 21,78                      |                            | 17.366                     | 47,31                      |                            |
| Alternativa                                  | Crecer con Dignidad                       | 2.867                                                 | 16,51                      |                            | 17.366                     | 47,31                      |                            |
| Concertación por Río Gallegos                | Crecer con Dignidad                       | 1.577                                                 | 9,08                       |                            | 17.366                     | 47,31                      |                            |
| ARI                                          | Crecer con Dignidad                       | 1.491                                                 | 8,59                       |                            | 17.366                     | 47,31                      |                            |
| Cambiar en Positivo                          | Crecer con Dignidad                       | 1.257                                                 | 7,24                       |                            | 17.366                     | 47,31                      |                            |
| Sigamos Creciendo Juntos                     | Crecer con Dignidad                       | 1.219                                                 | 7,02                       |                            | 17.366                     | 47,31                      |                            |
| Hay Futuro                                   | Crecer con Dignidad                       | 794                                                   | 4,57                       |                            | 17.366                     | 47,31                      |                            |
| Unidos por Río Gallegos                      | Crecer con Dignidad                       | 291                                                   | 1,68                       |                            | 17.366                     | 47,31                      |                            |
| Por un Pueblo Unido                          | Crecer con Dignidad                       | 88                                                    | 0,51                       |                            | 17.366                     | 47,31                      |                            |
| Tiempos de Cambio                            | Crecer con Dignidad                       | 73                                                    | 0,42                       |                            | 17.366                     | 47,31                      |                            |
|                                              | Frente de Unidad Trabajadora              | —                                                     | —                          | —                          | 584                        | 1,59                       |                            |
|                                              | Movimiento Socialista de los Trabajadores | —                                                     | —                          | —                          | 336                        | 0,92                       |                            |
| Votos positivos                              | Votos positivos                           | Votos positivos                                       | Votos positivos            | Votos positivos            | 36.705                     | 79,24                      |                            |
| Votos en blanco                              | Votos en blanco                           | Votos en blanco                                       | Votos en blanco            | Votos en blanco            | 9.085                      | 19,61                      |                            |
| Votos nulos                                  | Votos nulos                               | Votos nulos                                           | Votos nulos                | Votos nulos                | 529                        | 1,14                       |                            |
| Participación                                | Participación                             | Participación                                         | Participación              | Participación              | 46.319                     | 76,81                      |                            |
| Electores registrados                        | Electores registrados                     | Electores registrados                                 | Electores registrados      | Electores registrados      | 60.300                     | 100                        |                            |
| Río Turbio 1 Diputado                        |                                           |                                                       |                            |                            |                            |                            |                            |
| Lema                                         | Lema                                      | Sublema                                               | Sublema                    | Sublema                    | Lema                       | Lema                       | Lema                       |
| Lema                                         | Lema                                      | Sublema                                               | Votos                      | %                          | Votos                      | %                          | Bancas                     |
|                                              | Frente para la Victoria Santacruceña      | Crecimiento y Progreso                                | 1.201                      | 38,30                      | 3.136                      | 85,36                      | 1/1                        |
| La Corriente                                 | Frente para la Victoria Santacruceña      | 1.096                                                 | 34,95                      |                            | 3.136                      | 85,36                      | 1/1                        |
| Río Turbio Somos Todos                       | Frente para la Victoria Santacruceña      | 482                                                   | 15,37                      |                            | 3.136                      | 85,36                      | 1/1                        |
| Partido Socialista por una Ciudad para Todos | Frente para la Victoria Santacruceña      | 284                                                   | 9,06                       |                            | 3.136                      | 85,36                      | 1/1                        |
| Esperanza de Cambio                          | Frente para la Victoria Santacruceña      | 73                                                    | 2,33                       |                            | 3.136                      | 85,36                      | 1/1                        |
|                                              | Frente Cambiemos para Crecer              | Participación y Cambio                                | 195                        | 36,25                      | 538                        | 14,4                       |                            |
| Río Turbio Puede Estar Mejor                 | Frente Cambiemos para Crecer              | 141                                                   | 26,21                      |                            | 538                        | 14,4                       |                            |
| Fuerza, Trabajo y Transparencia              | Frente Cambiemos para Crecer              | 122                                                   | 22,68                      |                            | 538                        | 14,4                       |                            |
| Creciendo Juntos                             | Frente Cambiemos para Crecer              | 80                                                    | 14,87                      |                            | 538                        | 14,4                       |                            |
| Votos positivos                              | Votos positivos                           | Votos positivos                                       | Votos positivos            | Votos positivos            | 3.674                      | 82,88                      |                            |
| Votos en blanco                              | Votos en blanco                           | Votos en blanco                                       | Votos en blanco            | Votos en blanco            | 720                        | 16,24                      |                            |
| Votos nulos                                  | Votos nulos                               | Votos nulos                                           | Votos nulos                | Votos nulos                | 39                         | 0,88                       |                            |
| Participación                                | Participación                             | Participación                                         | Participación              | Participación              | 4.433                      | 77,45                      |                            |
| Electores registrados                        | Electores registrados                     | Electores registrados                                 | Electores registrados      | Electores registrados      | 5.724                      | 100                        |                            |